# Skyr

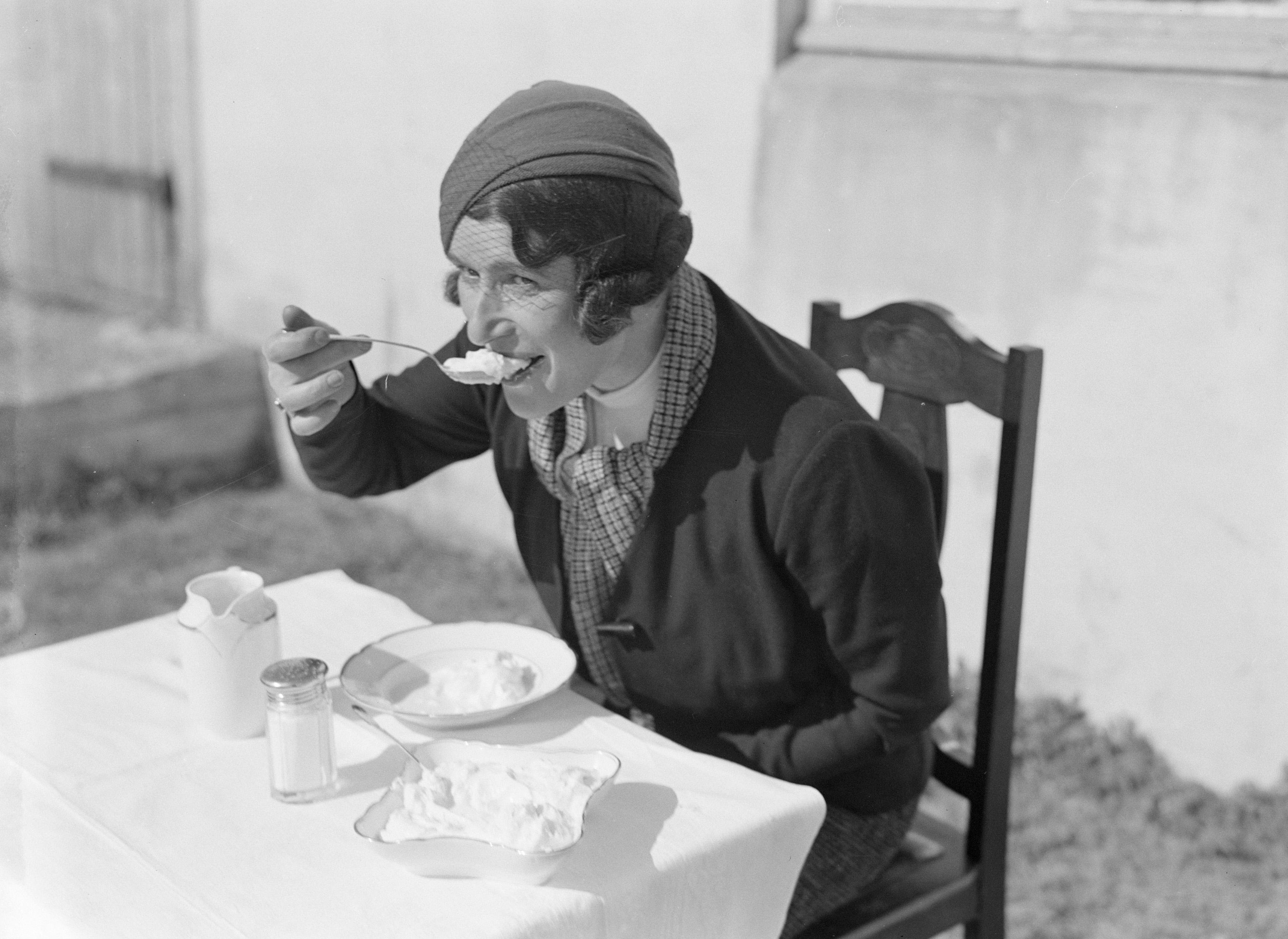
Eine deutsche Journalistin isst Skyr (1934)

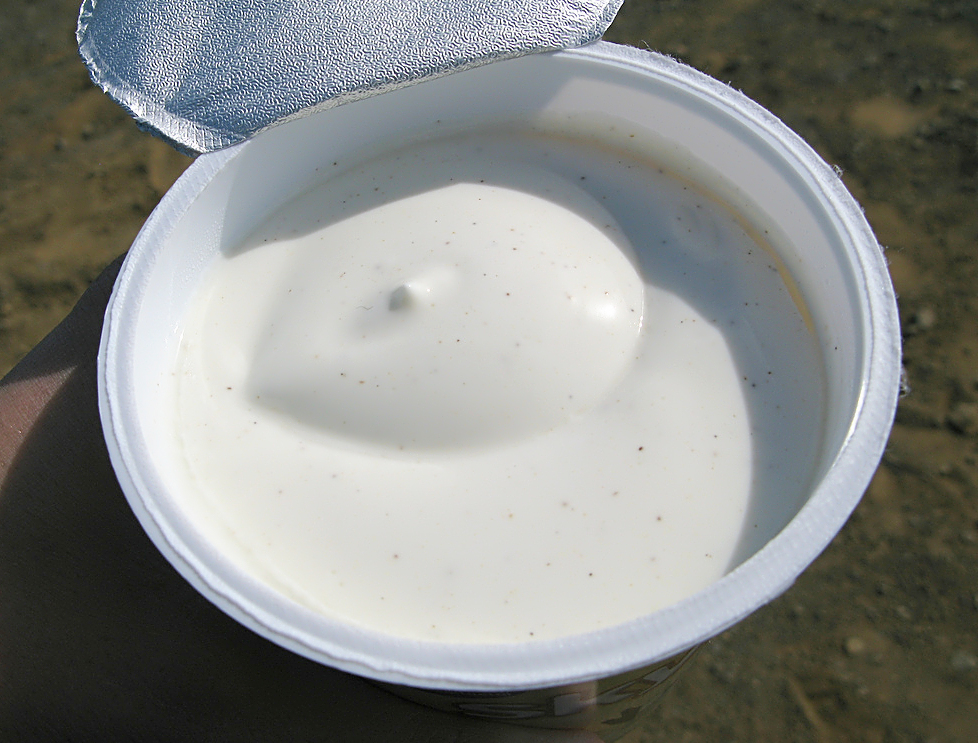
Vanille-Skyr (skyr með vanillu)

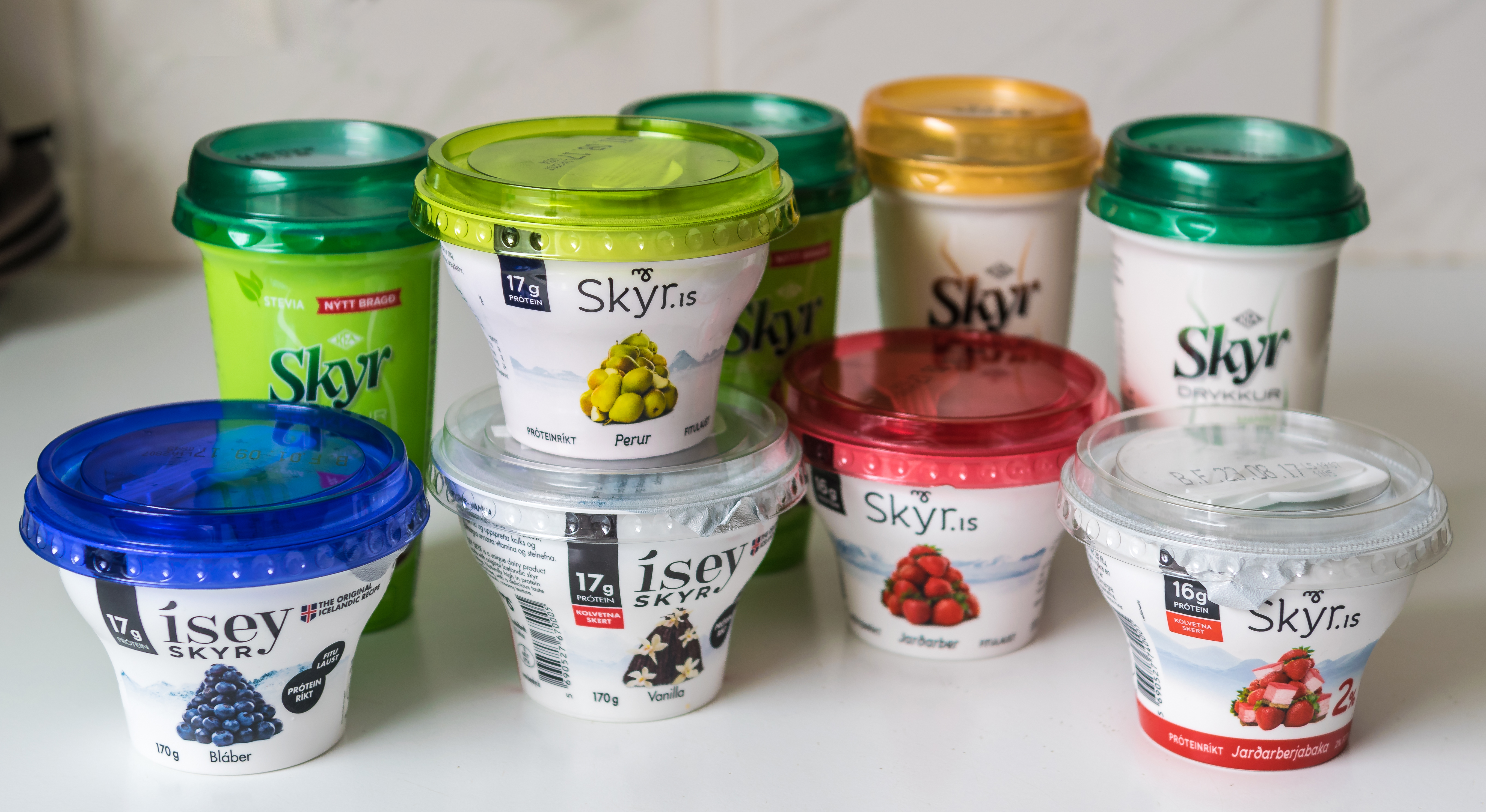
Verschiedene isländische Skyrprodukte zum Trinken und Löffeln

Skyr (isländische Aussprache [ˈscɪːr̥]) ist ein traditionelles isländisches Milchprodukt aus Kuh- oder Schafmilch. In Deutschland wird Skyr lebensmittelrechtlich als Frischkäse der Magerstufe deklariert.

## Herkunft und Herstellung

### Geschichte
Skyr ist seit der Wikingerzeit ein Teil der isländischen Küche. Bis ins 19. Jahrhundert war die Gesellschaft von der Agrarwirtschaft geprägt und viele Bauern lebten in Subsistenzwirtschaft von den selbst auf den Höfen erzeugten Produkten. Sowohl Kühe als auch Schafe wurden zur Milchproduktion gehalten. Nur ein Teil der Milch wurde frisch verzehrt, während der Großteil in Rahm und Magermilch getrennt wurde. Der Rahm wurde zu Butter verarbeitet, die Magermilch zu Skyr.
Mit dem Beginn des 20. Jahrhunderts fand eine Umwälzung der isländischen Gesellschaft statt: Die Landwirtschaft wurde modernisiert, neue Industrien entwickelten sich und die Urbanisierung nahm rasch zu. Dadurch veränderte sich auch die Produktion von Skyr. Molkereien wurden geschaffen, um die Milch zu verarbeiten und an die neu erschaffenen Märkte zu verteilen. Allmählich übernahmen so Molkereien die Skyrproduktion von den Bauernhöfen. Da Kuhmilch besser für die Massenproduktion geeignet ist als Schafmilch, wurde sie zur dominanten Milchart in der Produktion von Skyr.
Skyr besitzt für Isländer einen hohen Stellenwert, obwohl er dort nicht mehr landesweit produziert wird. Islands größte Molkerei Mjólkursamsalan exportierte 2015 etwa zwei Drittel des produzierten Skyrs ins Ausland, davon wiederum zwei Drittel nach Skandinavien.

### Traditionelle Herstellung
Bis ins frühe 20. Jahrhundert wurden hauptsächlich zwei Typen von Skyr hergestellt; aus nur mit Milchsäurebakterien dickgelegter Milch („autokoagulierter Skyr“) oder solcher mit Zusatz von Lab, um den Prozess zu beschleunigen („koagulierter Skyr“).
Zur Herstellung von autokoaguliertem Skyr wurde in ein großes Gefäß eine kleine Menge fertiger Skyr zur Inokulation gegeben und dieses mit Magermilch gefüllt. Teils wurde Rohmilch verwendet, manchmal wurde die Milch zuvor aufgekocht. Nachdem die Milch über Nacht fermentierte, wurde der entstandene Skyr mit einem Tuch als Sieb von der Molke getrennt. Die Molke wurde anschließend als Getränk oder zum Konservieren von Fleisch verwendet. Diese Produktionsweise ist nicht für moderne Prozesse geeignet und verschwand daher weitgehend.
Mit Lab dickgelegter Skyr wurde etwas anders produziert: Auf etwa 90 bis 100 °C erhitzte Milch wurde auf etwa 40 °C abgekühlt. Mit Wasser verdünnter Skyr aus einer vorherigen Charge (etwa 15 g/l Milch) und Lab (etwa 6 ml/l Milch) wurden hinzugefügt. Über etwa 4½–5½ Stunden wurde die Milch sauer, bis zu einem pH-Wert von 4,7. Die Flüssigkeit wurde dann auf Raumtemperatur abgekühlt und für weitere etwa 18 Stunden stehen gelassen, wobei sie weiter säuerte (pH 4,2). Der Skyr wurde anschließend durch Filtration durch Leinenbeutel zunächst bei Raumtemperatur, dann bei 6 bis 8 °C von der Molke getrennt. Die Filtration dauerte insgesamt etwa 24 Stunden. Der fertige Skyr hatte einen pH-Wert von etwa 3,8 bis 4,0 und einen Trockenmassenanteil von 17 bis 20 %. Für die Herstellung von einem Kilogramm Skyr wurden 5 Liter Magermilch benötigt.

### Industrielle Herstellung
Zuerst wird die Magermilch pasteurisiert und auf 75 °C erhitzt, um Bakterien abzutöten, anschließend wird die Milch auf 38 °C abgekühlt und mit Bakterienkulturen aus fertigem Skyr geimpft. Dadurch flocken die Milchproteine aus und dicken an. Daraufhin wird die joghurtähnliche Masse gesiebt, um die Molke zu entfernen. Skyr hat eine cremige Konsistenz und schmeckt leicht säuerlich wie eine Mischung aus Magerquark und Joghurt. Traditionell essen die Isländer Skyr mit Heidelbeeren. Im deutschen Lebensmittelhandel werden aber auch fertige Zubereitungen mit verschiedenen Früchten wie Erdbeere, Birne, Banane oder mit Schokolade angeboten.

## Nährwerte
Skyr hat einen geringen Fettgehalt, da er aus entrahmter Kuhmilch hergestellt wird. Durch den sehr hohen Proteingehalt hat sich Skyr in der Bodybuildingszene als beliebtes Nahrungsmittel etabliert.
Der physiologische Brennwert von 100 Gramm Skyr beträgt ca. 64 kcal (270 kJ).
Die Inhaltsstoffe sind:
- Fett 0,2 g
- Kohlenhydrate 4,0 g
- Proteine 11,0 g
- Salz 0,08 g
- Calcium 0,15 g

## Skyr in der Kultur
Skyrgámur (Skyr-Gierschlund) ist der achte der dreizehn isländischen Weihnachtsgesellen. Er kommt am 19. Dezember auf die Höfe und kehrt am 1. Januar in die Berge zurück.